# 虹色だった
「虹色だった」（にいじろだった）は、日本のシンガーソングライターである玉置浩二の楽曲。
1999年11月3日にBMGファンハウスから15枚目のシングルとしてリリースされた。前作「HAPPY BIRTHDAY〜愛が生まれた〜」（1998年）よりおよそ1年ぶりのリリースとなり、作詞は玉置および須藤晃が担当、作曲およびプロデュースは玉置が担当している。
壮大な愛を表現した歌詞によるシンプルなトーンで統一された楽曲であり、8枚目のアルバム『ニセモノ』（2000年）からの先行シングルとしてリリースされた。本作はテレビ朝日系テレビドラマ『はみだし刑事情熱系PART4』（1999年 - 2000年）の主題歌として使用され、オリコンシングルチャートにおいて最高位26位となった。

## 音楽性と歌詞、メディアでの使用
ベスト・アルバム『ALL TIME BEST』（2017年）の楽曲解説では、全体的にシンプルなトーンで統一された中に、玉置による抑揚のあるボーカルが「世界中に愛があふれてるんだ」という歌詞に表された壮大な愛を表現していると表記している。
本作はテレビ朝日系テレビドラマ『はみだし刑事情熱系PART4』（1999年 - 2000年）の主題歌として使用された。同ドラマでは玉置以外にも中島みゆき、高橋真梨子、久保田利伸、竹内まりやなどの実力派ミュージシャンが主題歌を手掛けており、同解説では「大人向けのヒューマンアクションドラマだけに、じっくりと聴かせる作品が多い」と表記しているほか、1999年6月8日放送のフジテレビ系テレビドラマ『古畑任三郎』の一話「追いつめられて」に玉置がゲスト出演したことも併記している。また、同年9月27日放送のフジテレビ系テレビドラマ『世にも奇妙な物語 秋の特別編』（1999年）の一話「マニュアル警察」においても玉置が出演し、同番組への2度目の出演を果たすこととなった。

## リリース、チャート成績
本作は1999年11月3日にBMGファンハウスより8センチCDとしてリリースされた。カップリング曲の「夢のようだね」はレオパレス21のコマーシャルソングとして使用された。
本作はオリコンシングルチャートにて最高位26位の登場週数3回となり、売り上げ枚数は2.1万枚となった。本作の売り上げ枚数は玉置のシングル売上ランキングにおいて14位となった。

## カバー
- 辛曉琪（英語版） - 北京語バージョン、「曾經」のタイトルでアルバム『戀人啊! = My Love!』（2002年）に収録。

## シングル収録曲
| 全作曲・編曲: 玉置浩二。 |                              |                  |            |      |
| #                        | タイトル                     | 作詞             | 作曲・編曲 | 時間 |
| 1.                       | 「虹色だった」               | 玉置浩二、須藤晃 | 玉置浩二   | 4:07 |
| 2.                       | 「夢のようだね」             | 玉置浩二         | 玉置浩二   | 2:26 |
| 3.                       | 「虹色だった」(Instrumental) |                  | 玉置浩二   | 4:07 |
| 合計時間:                | 合計時間:                    | 合計時間:        | 10:40      |      |

## リリース履歴
| No. | 日付          | レーベル        | 規格      | 規格品番  | 最高順位 | 備考 |
| --- | ------------- | --------------- | --------- | --------- | -------- | ---- |
| 1   | 1999年11月3日 | BMGファンハウス | 8センチCD | FHDF-1722 | 26位     |      |

## 収録アルバム
虹色だった
- 『ニセモノ』（2000年）
- 『Best Harvest』（2003年）
- 『ALL TIME BEST』（2017年）

夢のようだね
- 『ニセモノ』（2000年）